# Ликорис чешуйчатый
Лико́рис чешу́йчатый, или чешуено́сный (лат. Lycóris squamígera) — вид однодольных растений рода Ликорис (Lycoris) семейства Амариллисовые (Amaryllidaceae). Популярное в цветоводстве декоративное растение.

## Происхождение
Стерильный триплоид (3n = 27). Предполагалось, что ликорис чешуйчатый возник при скрещивании Lycoris straminea и Lycoris incarnata. Анализ ДНК показал, что в действительности предками ликориса чешуйчатого являются два других вида рода — Lycoris sprengeri и Lycoris chinensis.

## Описание
Луковица шаровидная, около 5 см в диаметре, весной выпускает листья, растущие до начала лета, затем отмирающие. Через месяц образуется безлистная цветоносная стрелка 60—70 см высотой с шестью — восемью ароматными розово-сиреневыми цветками. Доли околоцветника отогнутые, в трубке с усечёнными чешуйками.

## Синонимы
- Amaryllis hallii Baker, 1897
- Hippeastrum squamigerum (Maxim.) H.Lév., 1905